# Eigengrau

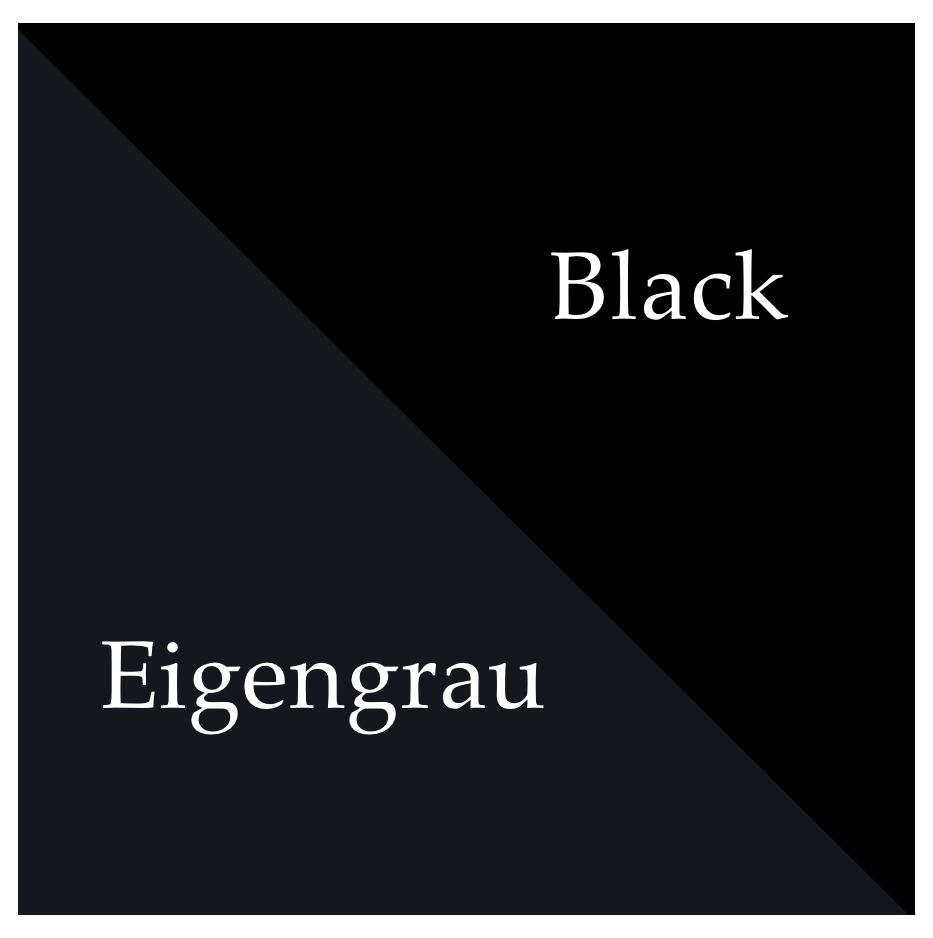
Porównanie Eigengrau oraz czerni

Eigengrau (z niem. „wewnętrzny szary”, [ˈʔaɪ̯gŋ̍ˌgʁaʊ̯]) – jednolita szara barwa widziana podczas gdy do oka nie dociera jakiekolwiek światło. Eigengrau jest postrzegany jako jaśniejszy niż barwa czarna.